# Баница (Струмица)
Баница (мкд. Баница) је насеље у Северној Македонији, у југоисточном делу државе. Баница је насеље у оквиру општине Струмица.

## Географија
Баница је смештена у југоисточном делу Северне Македоније. Од најближег града, Струмице, насеље је удаљено 3 km северозападно.
Насеље Баница се налази у историјској области Струмица. Насеље је положено на југозападном ободу Струмичког поља, на месту где се оно издиже у прва брда, која ка југозападу прелазе у планину Плавуш. Надморска висина насеља је приближно 260 метара. 
Месна клима је блажи облик континенталне због близине Егејског мора (жарка лета).

## Становништво
Баница је према последњем попису из 2002. године имала 1.137 становника.
Већинско становништво у насељу су етнички Македонци (99%), а остало су махом Срби.
Претежна вероисповест месног становништва је православље.